# Maxime François
Maxime François (Rouen, 21 settembre 1988) è un lottatore francese, specializzato nella lotta libera.

## Biografia
Ai campionati del Mediterraneo di Istanbul 2010 ha vinto la medaglia di bronzo nella lotta libera, categoria fino a 74 chilogrammi.
È stato campione di Francia per cinque volte.
Ha rappresentato la Francia ai mondiali di Parigi 2017, concludendo al 22º posto nella lotta libera, categoria 97 chilogrammi.
Ha preso parte ai Giochi del Mediterraneo di Tarragona 2018.

## Palmarès
- Campionati del Mediterraneo

Istanbul 2010: bronzo nei 74 kg.